# Порто Алабе
Порто Алабе је насеље у Италији у округу Ористано, региону Сардинија.
Према процени из 2011. у насељу је живело 113 становника. Насеље се налази на надморској висини од 34 м.